# Morti nell'879
| Questa pagina contiene informazioni ricavate automaticamente dalle voci biografiche con l'ausilio del template Bio e di un bot. L'aggiornamento è periodico e automatico e ricostruisce completamente la pagina. Se manca una persona in questa lista, sei pregato di non aggiungerla, ma accertati piuttosto che la sua voce biografica contenga il template Bio e che i dati anagrafici siano correttamente compilati. Se il template Bio manca, inseriscilo tu stesso o, in alternativa, metti l'avviso {{tmp\|Bio}} che ne segnala la mancanza. Se i dati riportati sono sbagliati, correggi direttamente la voce biografica; le modifiche saranno visibili in questa lista entro pochi giorni. Per chiarimenti vedi il progetto biografie. La lista contiene solo le 10 persone che sono citate nell'enciclopedia e per le quali è stato implementato correttamente il template Bio. Pagina aggiornata al 18 lug 2025. |

- 11 aprile - Luigi II di Francia, re franco (n. 846)
- 5 giugno - Ya'qub ibn al-Layth al-Saffar, persiano (n. 840)
- Anastasio III, cardinale e letterato italiano
- Ansgarda di Borgogna, nobile
- Baldovino I di Fiandra, conte
- Landolfo II di Capua, vescovo longobardo
- Notingo, vescovo italiano
- Rjurik, sovrano
- Zdeslav di Croazia, sovrano croato
- Adrevaldo di Fleury, monaco cristiano francese (n. 820)